# Kazimiera Szczykutowicz

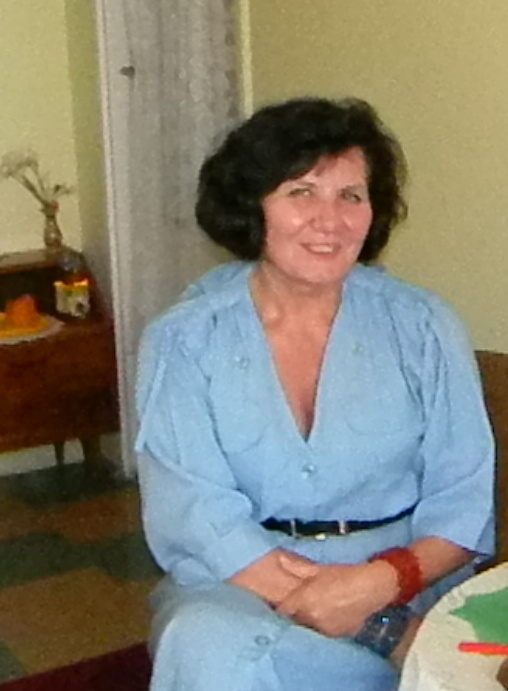
Kazimiera Szczykutowicz

Kazimiera Szczykutowicz (ur. 28 lutego 1948 w Sędku) – polska poetka, pisząca liryki, prozę poetycką, haiku, aforyzmy, fraszki, poematy, monodramy oraz poezję dziecięcą.

## Życiorys
Pochodzi z rodziny chłopskiej, córka Franciszka i Zofii z domu Partyka. Maturę i zawód nauczyciela zdobyła na Dolnym Śląsku (Liceum Ogólnokształcące – Oława, Studium Nauczycielskie – Legnica). Wyższą Szkołę Pedagogiczną (obecnie Uniwersytet Jana Kochanowskiego w Kielcach), na kierunku matematyka ukończyła w Kielcach. Pracowała jako nauczycielka i wychowawczyni aż do przejścia na emeryturę. Zawsze bezpartyjna. Mieszkanka Kielc. Członkini Związku Literatów Polskich oraz Towarzystwa Przyjaciół Dzieci. Jako poetka zadebiutowała w 2007 roku, włączając się w działalność Grupy Literackiej „Irys”, działającej przy Wojskowym Klubie Garnizonowym w Kielcach.

## Twórczość

### Poezja, pozycje książkowe – zbiory wierszy, poematy
- Jak zakotwiczyć NIEBO. Posłowie Stanisław Nyczaj – Stworzyć swój świat, Kielce 2009, Oficyna Wydawnicza "STON 2", ISBN 978-83-72-73-259-0.
- Mowa wiatru. Posłowie Stanisław Nyczaj – Żywioł lirycznych impresji, Kielce 2010, Oficyna Wydawnicza "STON 2", ISBN 978-83-7273-308-5.
- Gra z ciszą. Posłowie Stanisław Nyczaj – Gra o ludzki wymiar, Kielce 2011, Oficyna Wydawnicza "STON 2", ISBN 978-83-72-73-349-8.
- Poddani światłu (poemat). Posłowie Mateusz Koprowski, Kielce 2012, Oficyna Wydawnicza "STON 2", ISBN 978-83-72-73-223-1.
- ŚWIĘTOkrzyskie naSTROJE (poemat). Posłowie Leszek Żuliński – Pejzaże pełne zdarzeń, Kielce 2013, Związek Literatów Polskich – Oddział w Kielcach przy udziale Oficyny Wydawniczej "STON 2", ISBN 978-83-7273-984-1.
- Słowem w nurcie. Przedmowa Emil Biela, Kielce 2014, Oficyna Wydawnicza "STON 2", ISBN 978-83-72-73-810-3.
- TROPEM CZAROWNICY spod Łysicy, Kielce 2016, Zakład Poligraficzny STEMAG, ISBN 978-83-942688-5-5.
- Szlifować zdrowie. Słowo wstępne Stanisław Nyczaj – Liryka emanująca, Kielce 2016, Oficyna Wydawnicza "STON 2", ISBN 978-83-72-73-855-4.
- Poezja profiluje człowieka, 2017, Wydawnictwo Poligraf, książka wydana w Systemie Wydawniczym Fortunet, ISBN 978-83-7856-622-9.
- Wzdłuż rozdarcia. Zbiór miniatur prozą wyróżniony w II Konkursie Literackim im. Stefana Żeromskiego, Oficyna Wydawnicza "STON 2", Kielce 2017, ISBN 978-83-7273-899-8.
- Na twarzy świata (wiersze wybrane i nowe); Pozycja wydana na XIX Światowy Dzień Poezji UNESCO, organizowany przez „Poezję dzisiaj”, Wydawnictwo Książkowe IBiS; Warszawa 2019, ISBN 978-83-7358-206-4

### Poezja dziecięca, pozycje książkowe
- Myszka, Kielce 2011, Drukarnia Cyfrowa Compus, ISBN 978-83-89714-71-8.
- Kasia… Katarzyna, Kielce 2011, O-Press sp. z o.o. ISBN 978-83-7772-065-3.
- Uliczka Zazakrętem, Kielce 2013, Drukarnia Cyfrowa Compus, ISBN 978-83-64038-07-5.
- Wszędobylska Bajeczka, Kielce 2016, Zakład Poligraficzny STEMAG / ISBN 978-83-942688-8-6.

### Poezja w Programie Nauczania
- Teresa Król: Wędrując ku dorosłości. Wychowanie do życia w rodzinie dla uczniów klasy 4 szkoły podstawowej. Scenariusze zajęć i prezentacje multimedialne z dołączoną formą – poezją autorstwa Kazimiery Szczykutowicz, ISBN 978-83-65217-15-8.

### Publikacje w edycjach zbiorowych
- Irysowe nitki. Almanach grupy literackiej „Irys”, Starachowice 2007, Oficyna Wydawnicza „Radostowa”, ISBN 83-88434-62-4.
- „Radostowa”. Miesięcznik społeczno–kulturalno–literacki Nr 3–4 2007 (110–111), ISSN 1428-5800 (m.in.).
- „Gazeta Kulturalna”, Miesięcznik Rok XV Nr 12 (172) Zelów, grudzień 2010 (m.in.), ISSN 1734-3240.
- „Nadwisłocze” – ogólnopolski kwartalnik kulturalny Nr 4 (29) 2010, ISSN 1731-5697 (m.in.).
- „Bieszczady”, Wydawnictwo „Bordo”, ISSN 2080-402, Kącik Poetycki (m.in. 09. 2010; 03. 2011).
- W drodze… Almanach XI Agon Poetycki „O Wieniec Akantu”, Instytut Wydawniczy „Świadectwo”, Bydgoszcz 2011, ISBN 978-83-7456-204-1.
- Od 2011 roku stale obecna w czasopiśmie "Świętokrzyski Kwartalnik Literacki”, Związek Literatów Polskich Oddział w Kielcach przy współudziale Oficyny Wydawniczej "STON 2”, ISSN 1429-849-X (m.in.).
- Polonijny „Dziennik Związkowy”, Chicago, piątek – niedziela, 21–23 października 2011, ISSN 0742-6615, Poezja w kąciku, Kazimiera Szczykutowicz – Tik-tak (z tomiku Jak zakotwiczyć NIEBO, 2009; Pamięć (z tomiku Mowa wiatru, 2010); Przeminęło (z tomiku Gra z ciszą, 2011).
- „Tygodnik Angora”, ISSN 0867-8162.
- Staszowskie Lato Literackie 2010–2011, Związek Literatów Polskich Oddział w Kielcach przy współudziale Oficyny Wydawniczej "STON 2”, Kielce–Staszów 2012, ISBN 978-83-7273-367-2 (m.in.).
- 50 lat bieszczadzkiej przygody, Departament Wychowania i Promocji Obronności Ministerstwa Obrony Narodowej, Warszawa 2014, ISBN 978-83-63755-41-6.
- „Liry Dram”. Kwartalnik literacko-kulturalny nr 12 (lipiec–wrzesień 2016)[1], Wydawnictwo Książkowe IBiS, ISSN 2543-8654, wiersz Zwichnięta dusza, s. 47.
- „Poezja Dzisiaj” nr 120 (2016), Wydawnictwo Książkowe IBiS, ISSN 1508-9398, wiersz Zagubiona, s. 43.
- Antologia Poetów Polskich 2017, Wydawnictwo Pisarze.pl, 2017, ISBN 978-83-63143-62-6.
- „Poezja Dzisiaj” nr 133 (2018), Wydawnictwo Książkowe IBiS, ISSN 1508-9398, wiersze Poza milczeniem, Dogonić czas, s. 51–52.

### Ważniejsze opracowania o twórczości Kazimiery Szczykutowicz
- Stanisław Nyczaj: Stworzyć swój świat, posłowie do tomiku Jak zakotwiczyć NIEBO.
- Stanisław Nyczaj: Żywioł lirycznych impresji, posłowie do tomiku Mowa wiatru.
- Stanisław Nyczaj: Gra o ludzki wymiar, posłowie do tomiku „Gra z ciszą.
- Mateusz Koprowski: posłowie do poematu Poddani światłu.
- Leszek Żuliński: Pejzaże pełne zdarzeń, posłowie do poematu Świętokrzyskie nastroje.
- Stanisław Nyczaj: Liryka emanująca, posłowie do tomiku Szlifować zdrowie.
- Romana Cynk: Proza poetycka Kazimiery Szczykutowicz, recenzja zbioru miniaturowych opowiadań Wzdłuż rozdarcia.
- Emil Biela: przedmowa do tomiku Słowem w nurcie.
- Stanisław Nyczaj: rekomendacja do wydania zbioru wierszy dla dzieci Uliczka Zazakrętem.

## Tłumaczenia

### Język angielski
- Wszędobylska BAJECZKA, tłumaczenie na język angielski – Karolina Anna Young, korekta – Robert Young, Kielce 2016, Zakład Poligraficzny STEMAG, ISBN 978-83-942688-8-6;

### Alfabet Braille’a
- Myszka, ISBN 978-83-89714-71-8;
- Kasia Katarzyna, ISBN 978-83-7772-065-3. (publikacje dostępne w Bibliotece Ośrodka dla Dzieci Niewidomych w Laskach).